# Evangelische Kirche (Wirschweiler)

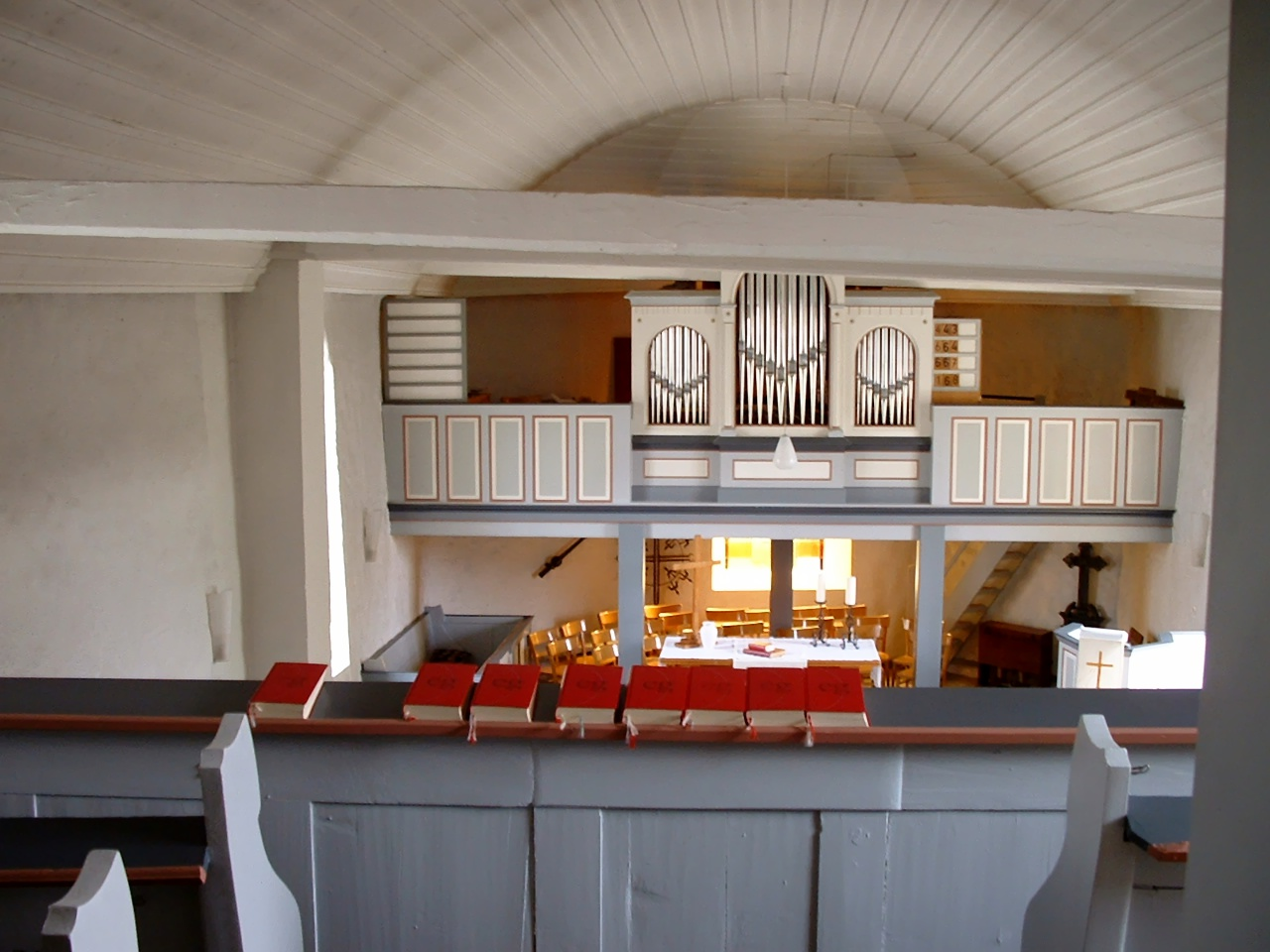
Altar und Orgelempore

Die Evangelische Kirche Allenbach ist eine Chorturmkirche in Wirschweiler im Hunsrück, einer Gemeinde im Landkreis Birkenfeld in Rheinland-Pfalz. Sie gehört zur Kirchengemeinde Wirschweiler-Allenbach-Sensweiler im Kirchenkreis Trier der Evangelischen Kirche im Rheinland. 
Die heutige Kirche ist ein Bruchsteinbau mit einem angebauten Turm innerhalb des ehemaligen Kirchhofs etwas über dem Dorf.

## Geschichte

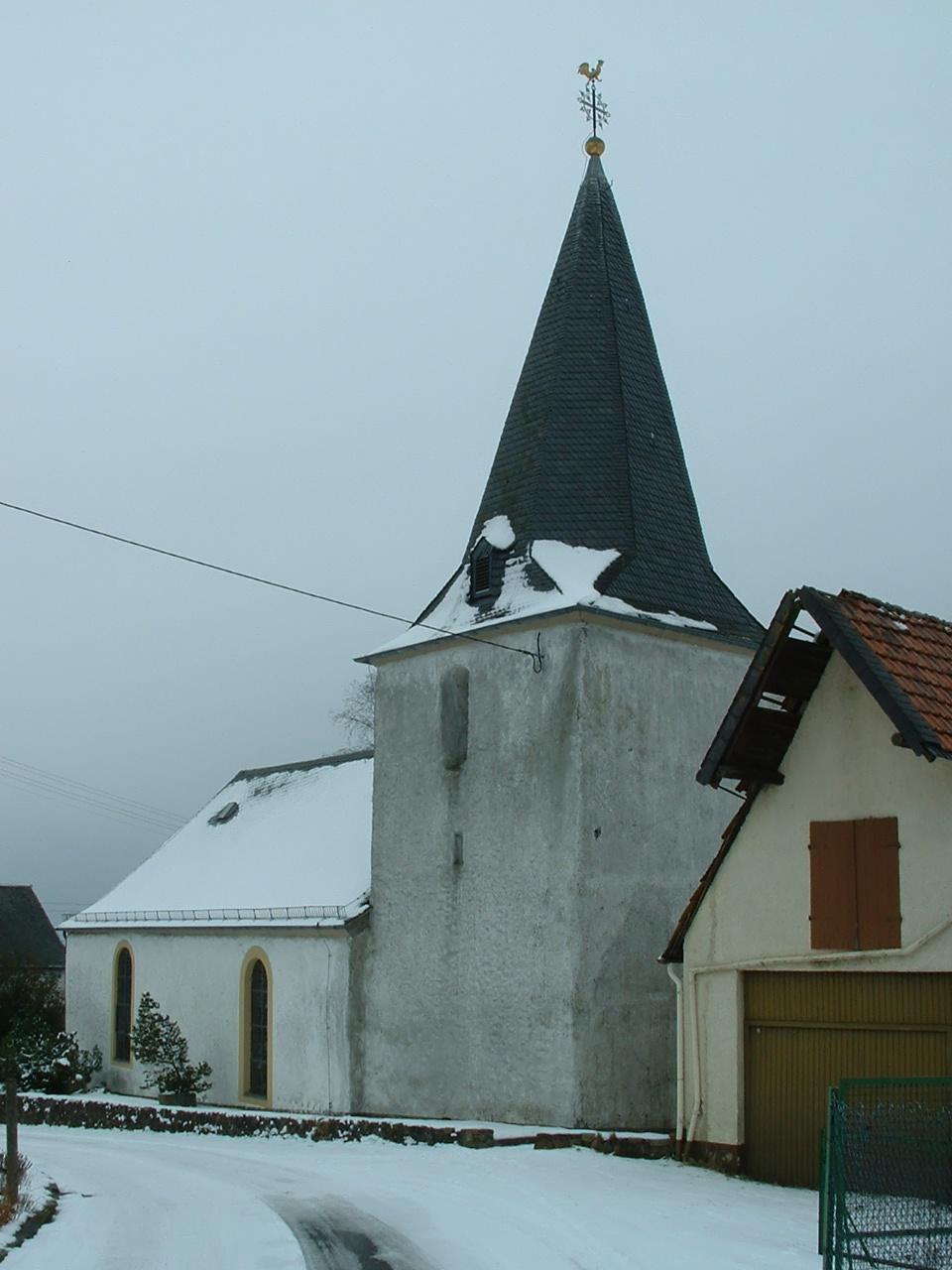
Die Kirche von außen

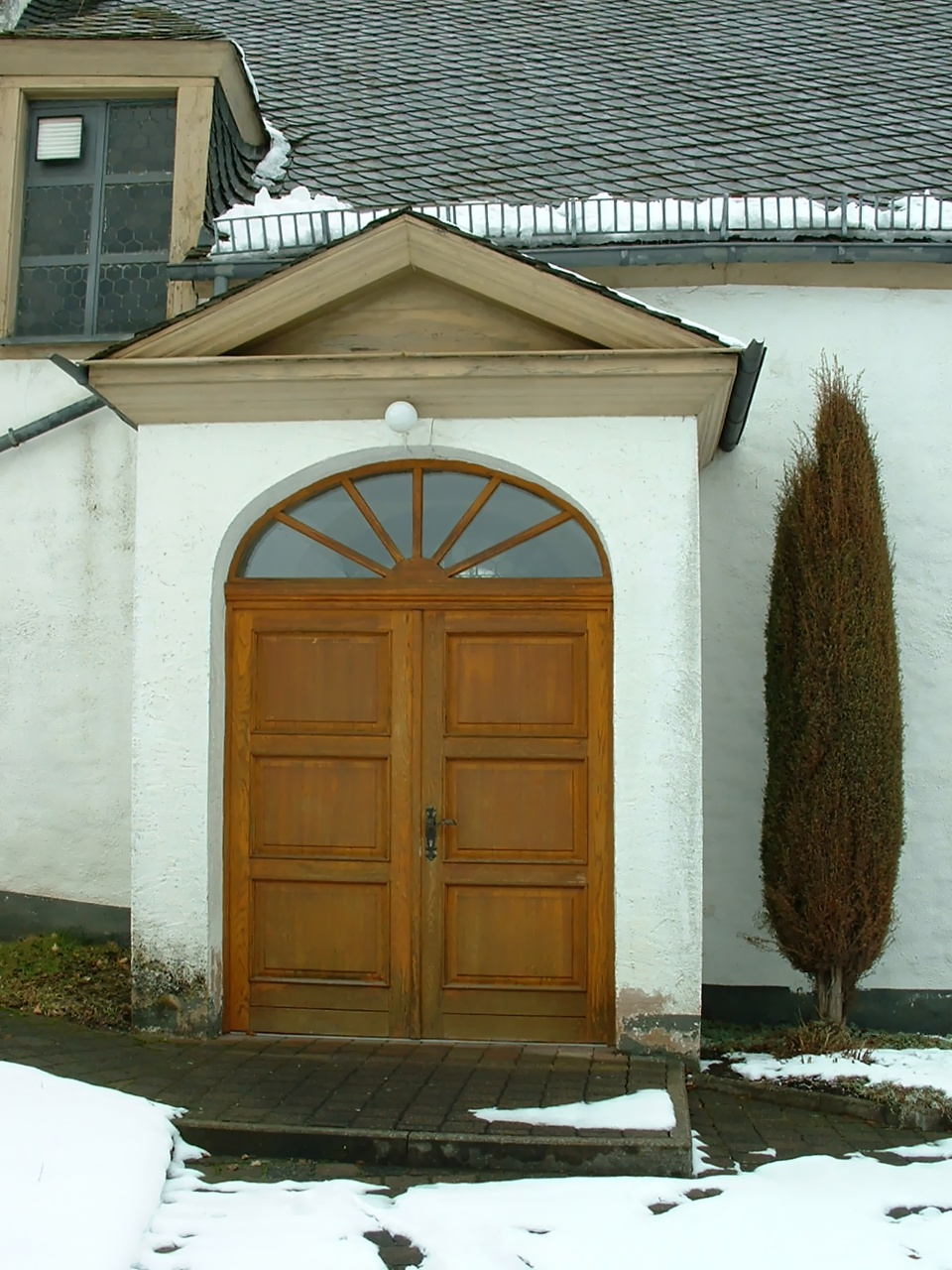
Eingangstür

Der Ort Wirschweiler wird in einer angezweifelten Urkunde erstmals 975 genannt. Die Kirche wird erstmals im 15. Jahrhundert erwähnt und war vor der Reformation der heiligen Katharina geweiht. Sie gehörte wie der Ort zur Hinteren Grafschaft Sponheim. 1555 gab es in Wirschweiler einen eigenen Pfarrer, der zum evangelischen Glauben übertrat. 1557 wurde wie in der ganzen Grafschaft die Reformation eingeführt. Im Dreißigjährigen Krieg starben durch Plünderungen und Pest so viele Menschen, dass die Pfarreien Wirschweiler und Allenbach wieder vereint wurden.
Der Patronatsherr der Kirche, das Haus Oberstein hatte die Kirche, die Gemeinde den Turm zu unterhalten: 1541 war der Turm so baufällig, dass er 1582 neu erbaut werden musste. 1590 war das Gotteshaus so verwüstet, dass es keiner Kirche ähnlich war. Da 1608 die Kirche als wohlgebaut bezeichnet wurde, muss in der Zwischenzeit wohl ein Kirchenbau stattgefunden haben. Weitere Renovierungen folgten 1624, 1670/71, 1683, 1692, 1699. 1711 entstand das heutige Langhaus. 1726 riss ein Sturm eine große Linde um, die die Kirche beschädigte. 1745 stürzte eine Mauer des Turms ein. 1762–1767 war eine Wiederherstellung des Chors erforderlich. Wirschweiler war bis heute (2015) der Sitz eines Pfarrers, der aber immer wieder oft jahrzehntelang auch Nachbargemeinden zu versorgen hatte.

## Architektur und Ausstattung

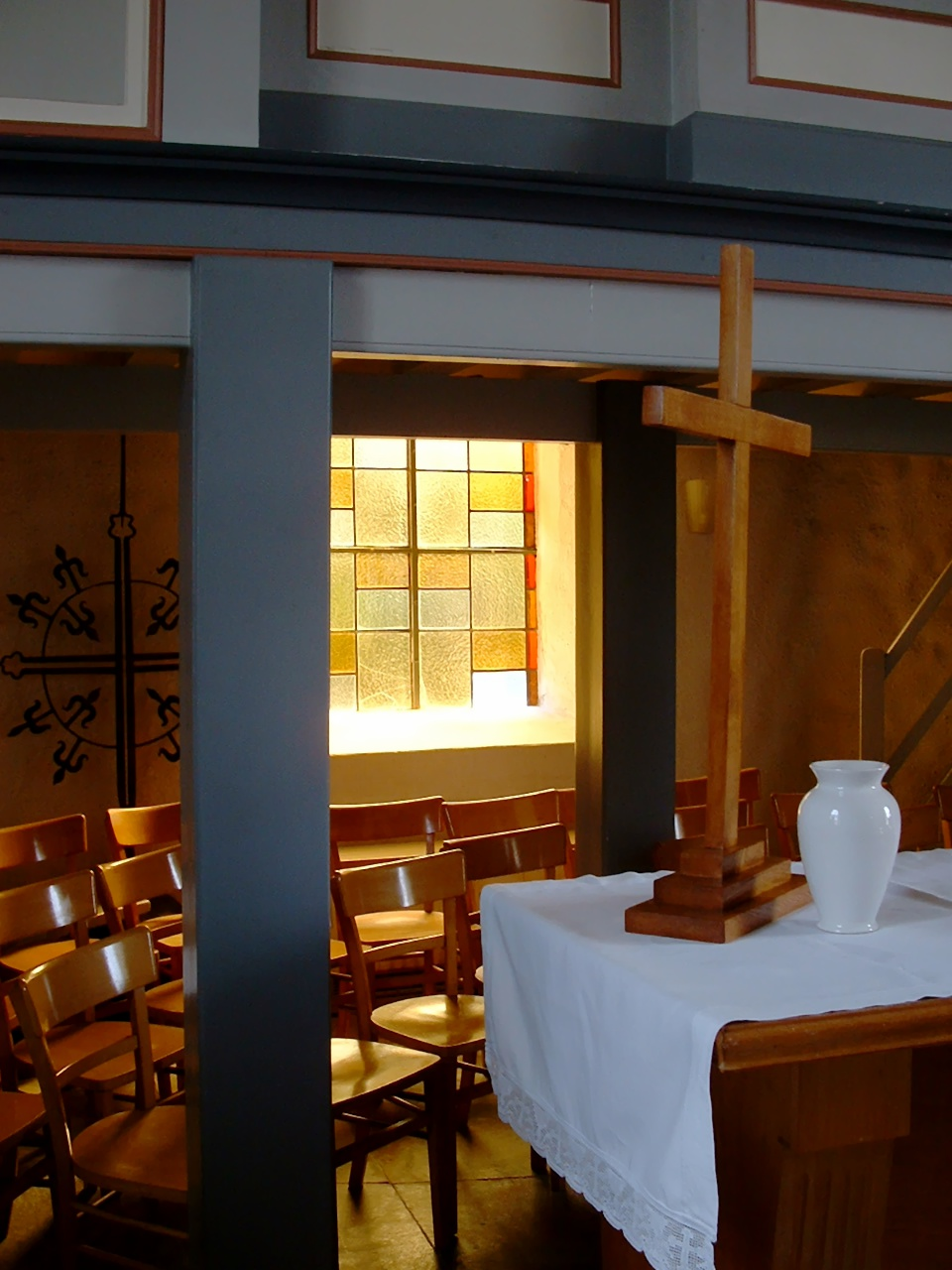
Altar

Die Saalkirche mit gedrungenem Westturm ist ein im Kern mittelalterlicher Bruchsteinbau, der von Hans Vogts als unansehnlich klassifiziert wird. Das Kirchenschiff ist im Kern spätmittelalterlich und wurde immer wieder erneuert. 1562 unter Beteiligung der Grafen von Sponheim, wie es durch ein Sandsteinwappen an der Südseite belegt ist. 1711 wurde das Schiff dann unter Verwendung von Mauerwerk aus dem 13. Jahrhundert verlängert und zumindest teilweise neu erbaut. In den Wänden sind Bruchstücke aus Sandstein wie spitzbogige Fensterlaibungen und Blendmaßwerk mit Nasen vermauert. Der Turm wurde 1582 auf alten Fundamenten errichtet.
Das Kirchenschiff wird von einer flachbogigen Holztonne aus dem 18. Jahrhundert überspannt. Aus ebendiesem stammt auch die Westempore und die 1957 entfernte Nordempore. Im Chor befindet sich ein Stein mit dem Wappen des Kirchenpatrons, des Grafen von Oberstein. Der Turm hat drei flachbogige Schallöffnungen und einen achteckigen Turmhelm. Ein bereits 1560 erwähntes Taufbecken aus rotem Sandstein, das jahrzehntelang als Altaruntersatz diente wird mittlerweile wieder als Taufbecken genutzt.

## Orgel
Die Orgel auf der Ostempore  über dem Altar stammt aus der Zeit um 1900.

## Glocken
Im Turm hängen zwei historische Glocken. Die Inschrift der ältesten Glocke lautet: Catherina Heischen Ich. In Gotte Ere Luden Ich. Dederich von Wanefeld Gos Mich im Jahr MDXXXII" (1532). Die andere historische Glocke hat folgende Inschrift: Kompt, laßt uns auf den Berg des Herren gehen. Esai. 3. Johan Carl Musculus, Pfarrer zu Wirsweiler und Allenbach. J. W. J. M. Kirchk. (Kirchenknechte). Mathias Cromel von Trier gos mich anno MDCC" (1700). Eine dritte Glocke musste im Ersten Weltkrieg abgeliefert werden und wurde 1927 durch eine neue Glocke ersetzt, die heute nicht mehr vorhanden ist.

## Nutzung
Die Kirchengemeinde Wirschweiler-Allenbach-Sensweiler ist seit 2011 mit der evangelischen Kirchengemeinde Schauren-Kempfeld-Bruchweiler pfarramtlich verbunden. Zusammen sind sechs Kirchen und neun Predigtstellen in den beiden Kirchengemeinden zu bedienen.